# Rapina a mano armata (film)
Rapina a mano armata (The Killing) è un film del 1956 diretto da Stanley Kubrick. Prodotto da James B. Harris, il film fu scritto dallo stesso Kubrick con Jim Thompson sulla base dell'omonimo romanzo di Lionel White.
Il film racconta una complessa rapina a un ippodromo da più punti di vista. Quello principale è di Johnny Clay (Sterling Hayden), l'organizzatore del colpo, che pianifica un meccanismo criminale quasi perfetto che si inceppa solo per colpa del caso. Kubrick sceglie di privilegiare una struttura diegetica non lineare, con diversi e continui salti indietro e in avanti nel tempo, piuttosto che la classica consequenzialità temporale del racconto.
Distribuito negli Stati Uniti il 6 giugno 1956 dalla United Artists, il film fu lodato dalla critica. Sebbene Kubrick e Harris avessero pensato che l'accoglienza positiva della critica avesse reso nota la loro presenza a Hollywood, Max Youngstein della United Artists li considerava ancora "non lontano dal fondo" del pool di nuovi talenti all'epoca, ma Dore Schary della Metro-Goldwyn-Mayer rimase colpito dal film e offrì al duo 75 000 dollari per scrivere, dirigere e produrre un film, che divenne Orizzonti di gloria (1957).

## Trama
Johnny Clay è un criminale veterano che pianifica un'ultima rapina prima di stabilirsi e sposare la fidanzata Fay. Ha in programma di rubare due milioni di dollari dalla sala conta di un ippodromo durante un'importante gara. Riunisce una squadra composta da un poliziotto corrotto, un cassiere dell'ippodromo per accedere dietro le quinte, un tiratore scelto per sparare al cavallo favorito durante la corsa per distrarre la folla, un wrestler per fornire un'altra distrazione provocando un combattimento al bar dell'ippodromo e un barista dell'ippodromo.
George Peatty, il cassiere, racconta a sua moglie Sherry dell'imminente rapina. Sherry è dura con George perché l'uomo non ha mantenuto le promesse di ricchezza che le aveva fatto, quindi George spera che raccontarle della rapina la placherà e la impressionerà. Sherry all'inizio non gli crede ma, dopo aver appreso che la rapina è reale, arruola il suo amante Val Cannon per rubare i soldi a George e ai suoi colleghi.
La rapina ha successo, anche se il tiratore scelto viene colpito e ucciso da una guardia di sicurezza. I cospiratori si radunano nell'appartamento dove devono incontrare Johnny e dividere i soldi. Prima che arrivi Johnny, Val appare con un complice e ne deriva una sparatoria alla quale sopravvive solo George, ferito mortalmente. L'uomo torna a casa e uccide Sherry prima di crollare.
Johnny, mentre si reca all'appartamento, vede George barcollare per strada e capisce che qualcosa è andato storto. Compra quindi una valigia per metterci i soldi (chiudendola solo parzialmente) e si reca con Fay all'aeroporto, ma non può portare con sé la valigia a causa delle sue dimensioni. Mentre aspetta di salire sull'aereo, la coppia guarda la valigia cadere da un carrello dei bagagli sulla pista dopo che l'autista sterza per evitare un cane, quindi la valigia si apre e le banconote vengono spazzate via dalle eliche dell'aereo.
Fay e Johnny provano a lasciare l'aeroporto immediatamente, ma non riescono a chiamare un taxi prima che gli agenti vengano avvisati. Fay esorta Johnny a fuggire, ma l'uomo attende rassegnato mentre gli agenti si avvicinano per arrestarlo.

## Produzione

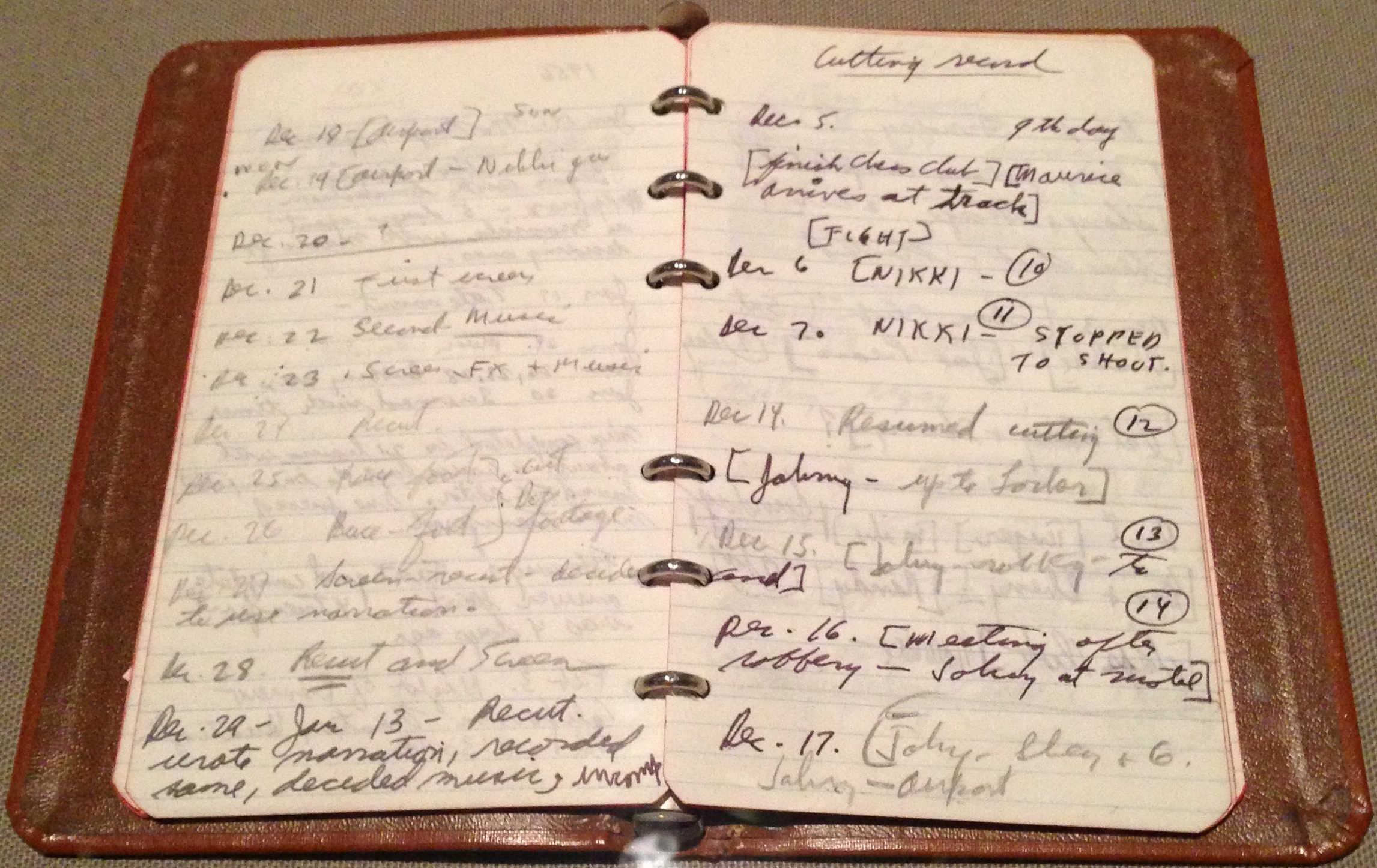
Quaderno di produzione del film

Mentre giocava a scacchi al Washington Square Park, Kubrick incontrò il produttore James B. Harris, che era alla ricerca di un giovane nuovo talento per cui produrre, avendo venduto la sua società di distribuzione cinematografica. Harris considerò Kubrick come "la persona più intelligente e creativa con cui sia mai entrato in contatto", e i due fondarono la Harris-Kubrick Pictures nel 1955. Harris acquistò i diritti del romanzo di Lionel White per 10 000 dollari, battendo la United Artists che era interessata al film come veicolo per Frank Sinatra.
Su suggerimento di Kubrick, assunsero lo scrittore di romanzi hard-boiled Jim Thompson per scrivere la sceneggiatura. La United Artists si offrì di finanziare il film se Harris e Kubrick avessero trovato un attore di alto profilo come protagonista, suggerendo Victor Mature, attore che i due si rifiutarono di considerare; Harris si rivolse invece a Jack Palance, ma senza successo. Fu quindi scritturato Sterling Hayden, che accettò un compenso di 40 000 dollari. Tuttavia, Hayden non era una star abbastanza grossa per la UA, che finì per fornire solo 200 000 dollari per il film; Harris finanziò il resto usandone 80.000 del proprio denaro e un prestito di 50.000 da suo padre.
Kubrick e Harris si trasferirono da New York a Los Angeles per girare il film e Kubrick non fu pagato durante le riprese, vivendo grazie a prestiti di Harris. Kubrick scelse attori dei film noir che gli erano piaciuti, come Hayden, Timothy Carey, Ted de Corsia, Elisha Cook Jr. e Marie Windsor. Il wrestler Kola Kwariani era invece un suo vecchio amico con cui giocava a scacchi. Il sindacato dei direttori della fotografia di Hollywood disse a Kubrick che non poteva, come previsto, essere regista e direttore della fotografia, quindi fu assunto il veterano Lucien Ballard. Lui e Kubrick si scontrarono spesso durante le riprese; in un'occasione Kubrick privilegiò una lunga inquadratura di inseguimento, con la cinepresa vicino agli attori con un obiettivo grandangolare da 25 mm per fornire una leggera distorsione dell'immagine, ma Ballard la spostò più lontano e iniziò a utilizzare un obiettivo da 50 mm. Kubrick gli ordinò severamente di rimettere la cinepresa dov'era o sarebbe stato licenziato.

## Distribuzione

### Data di uscita
Le date di uscita internazionali sono state:
- 6 giugno 1956 negli Stati Uniti
- 21 luglio nel Regno Unito
- 28 settembre in Italia
- 3 ottobre in Francia (L'ultime razzia)
- 16 novembre nei Paesi Bassi (De miljoenenroof)
- 27 novembre in Germania Ovest (Die Rechnung ging nicht auf)
- 14 gennaio 1957 in Svezia (Spelet är förlorat)
- 15 febbraio in Austria (Die Rechnung ging nicht auf)
- 7 marzo a Hong Kong
- 4 aprile in Spagna (Atraco perfecto)
- 22 maggio in Messico (Casta de malditos)
- 7 agosto in Portogallo (Um Roubo no Hipódromo)
- 2 settembre in Uruguay (Casta de malditos)
- 10 dicembre in Giappone (Gennama ni karada wo hare)
- 10 aprile 1959 in Danimarca (Det store gangsterkup)
- 27 gennaio 1961 in Finlandia (Peli on menetetty)
- febbraio 1966 in Turchia (Son darbe)

### Edizione italiana
Il doppiaggio italiano del film fu eseguito dalla C.D.C. su dialoghi di Attilio Tellini.

### Edizioni home video
Il film fu distribuito in VHS in Italia nell'ottobre 1991 dalla MGM/UA Home Video e in America del Nord nel 1998 dalla MGM Home Entertainment. Fu quindi pubblicato in DVD-Video in America del Nord il 14 agosto 2001 dalla MGM Home Entertainment; l'unico extra di quest'ultima edizione, distribuita in Italia il 28 novembre 2002, è il trailer originale. Il 16 agosto 2011 il film è stato distribuito in DVD e Blu-ray Disc in America del Nord da The Criterion Collection. Il film è presentato con un nuovo restauro digitale in 16:9, e l'edizione include come extra (oltre al trailer) delle interviste a James B. Harris, Sterling Hayden e Robert Polito e il film Il bacio dell'assassino con relativi extra; è incluso inoltre un opuscolo illustrato. Il 7 giugno 2019 il film è stato riedito in DVD in Italia dalla A&R Productions nella versione rimasterizzata; come extra sono incluse delle gallerie con foto e locandine e il trailer originale.

## Accoglienza

### Critica
Il film ottenne il plauso della critica; il sito Rotten Tomatoes ha raccolto 40 recensioni, il 98% delle quali sono positive, con un voto medio di 8,64. Il consenso recita: "Un noir sapientemente realizzato con in mente più della violenza messa in scena con stile, Rapina a mano armata stabilisce Stanley Kubrick come un regista dalla visione e controllo non comuni". La rivista Time affermò che Kubrick "ha mostrato più audacia con i dialoghi e la cinepresa di quanto Hollywood abbia visto da quando l'ostinato Orson Welles è andato fuori città".
A.H. Weiler, critico cinematografico per The New York Times, scrisse: "Sebbene Rapina a mano armata sia composto da ingredienti familiari e richieda spiegazioni più complete, si evolve come un melodramma abbastanza deviante. (...) Gli appassionati dello sport dei re scopriranno che le cineprese del signor Kubrick hanno catturato alcune pittoresche inquadrature dei pony sulla pista di Bay Meadows. Altri osservatori dovrebbero trovare Rapina a mano armata una piccola avventura avvincente".
Alla rivista Variety piacque la recitazione e scrisse: "Questa storia di una rapina da due milioni all'ippodromo e dei passaggi che portano ad essa, raccontata occasionalmente in uno stile documentario che all'inizio tende ad essere un po' confuso, presto si assesta in una vena tesa e piena di suspense che porta a una conclusione inaspettata e ironica (...) Hayden calza una caratterizzazione contenuta, e Cook è un personaggio straordinario. Windsor è particolarmente brava, mentre tira fuori il piano dal marito e lo rivela al suo ragazzo".
Il 9 gennaio 2012 Roger Ebert aggiunse Rapina a mano armata alla sua lista di "grandi film". Nella sua recensione, Ebert scrisse: "È allettante cercare qui temi e uno stile a cui sarebbe tornato nei suoi capolavori successivi, ma pochi registi sembravano così determinati a rendere ognuno dei suoi film un lavoro individuale e autoportante. Vedendolo senza il suo accredito, immaginereste che fosse di Kubrick? Colleghereste Il dottor Stranamore con Barry Lyndon?".